# Бердега Василь Улянович
Василь Улянович Бердега (нар. 1901, село Грим'ячка, тепер Віньковецького району Хмельницької області — ?) — український радянський діяч, новатор сільськогосподарського виробництва, машиніст молотарки, комбайнер Зіньківської машинно-тракторної станції Віньковецького району Хмельницької області. Депутат Верховної Ради УРСР 3—4-го скликання.

## Біографія
З 1936 року — машиніст молотарки, комбайнер Зіньківської машинно-тракторної станції (МТС) Віньковецького району Кам'янець-Подільської (Хмельницької) області. Виступав ініціатором щорічного змагання машиністів молотарок Поділля. Застосовуючи погодинний графік на обмолоті хліба, щодоби намолочував 70—80 і більше тонн зерна.
З 1958 року — комбайнер колгоспу «Комуніст» села Грим'ячки Віньковецького району Хмельницької області.

## Нагороди
- орден Леніна
- медалі